# GameRankings
GameRankings er en hjemmeside, som ejes af CBS Interactive, der samler omtaler af computerspil fra andre hjemmesider og samler dem sammen for at finde gennemsnitspoint for hvert spil.